# William Mansfield (1er vicomte Sandhurst)
William Mansfield, 1er vicomte Sandhurst (21 août 1855 - 2 novembre 1921) est un homme politique libéral britannique et gouverneur colonial. Il est gouverneur de Bombay entre 1895 et 1900 et Lord Chambellan entre 1912 et 1921.

## Jeunesse
Il est le fils de William Mansfield (1er baron Sandhurst), et de Margaret Mansfield, fille de Robert Fellowes et suffragette réputée. Il sert dans les Coldstream Guards, obtenant le grade de lieutenant.

## Carrière politique
Il succède à son père en tant que baron Sandhurst en 1876, âgé de 20 ans, et prend un siège à la Chambre des lords à partir de son 21e anniversaire quelques mois plus tard. Lorsque les libéraux sont arrivés au pouvoir sous William Ewart Gladstone en 1880, il est nommé Lord-in-waiting, poste qu'il occupe jusqu'en 1885 lorsque les libéraux ont quitté leurs fonctions. Il est Sous-secrétaire d'État à la guerre dans la brève administration de Gladstone en 1886 et de nouveau de 1892 à 1895 sous Gladstone et Lord Rosebery. En 1895, il est nommé gouverneur de Bombay, poste qu'il occupe jusqu'en février 1900. Après avoir démissionné, il est nommé Chevalier Grand Commandeur supplémentaire de l'Ordre de l'Étoile d'Inde (GCSI) le 9 mars 1900.
Lord Sandhurst n'a pas initialement servi dans les administrations libérales dirigées par Henry Campbell-Bannerman et HH Asquith, mais est admis au Conseil privé en 1907. Il revient gouvernement en 1912 quand Asquith le nomme Lord Chambellan (succédant à son beau-frère Charles Spencer (6e comte Spencer)). Il occupe ce poste jusqu'à sa mort en 1921, les cinq dernières années sous la présidence de David Lloyd George. En 1917, il est nommé vicomte Sandhurst, de Sandhurst dans le comté de Berkshire.

## Famille
Lord Sandhurst épouse Victoria, fille de Frederick Spencer (4e comte Spencer), le 20 juillet 1881. Ils ont deux enfants, tous deux morts en bas âge: John Robert Mansfield (4 septembre 1882 - 5 septembre 1882) et Elizabeth Mansfield (9 juin 1884 - 17 octobre 1884).
Après le décès de sa première femme en mars 1906, il épouse le 5 juillet 1909 Eleanor, la fille cadette de Matthew Arnold et veuve d'Armine Wodehouse. Il n'y a aucun enfant de ce mariage.
Lord Sandhurst est décédé en 1921, à l'âge de 66 ans. La vicomté s'éteint à sa mort tandis que la baronnie est transmise à son frère, John Mansfield. Lady Sandhurst est décédée en décembre 1934.